# Jary Oddział Zamknięty
Jary Oddział Zamknięty (Jary OZ) – polski zespół muzyczny założony w 2013 roku, będący początkowo solowym projektem Krzysztofa Jaryczewskiego. Powstał w wyniku przekształcenia grupy Jary Band.
Zespół stylistycznie częściowo nawiązuje do pierwszych lat działalności Oddziału Zamkniętego. W jego skład wchodzi dwóch wokalistów ,,dawnego Oddziału" - Krzysztof Jaryczewski i Zbigniew Bieniak. Grupa wykonuje muzykę rockową.

## Historia

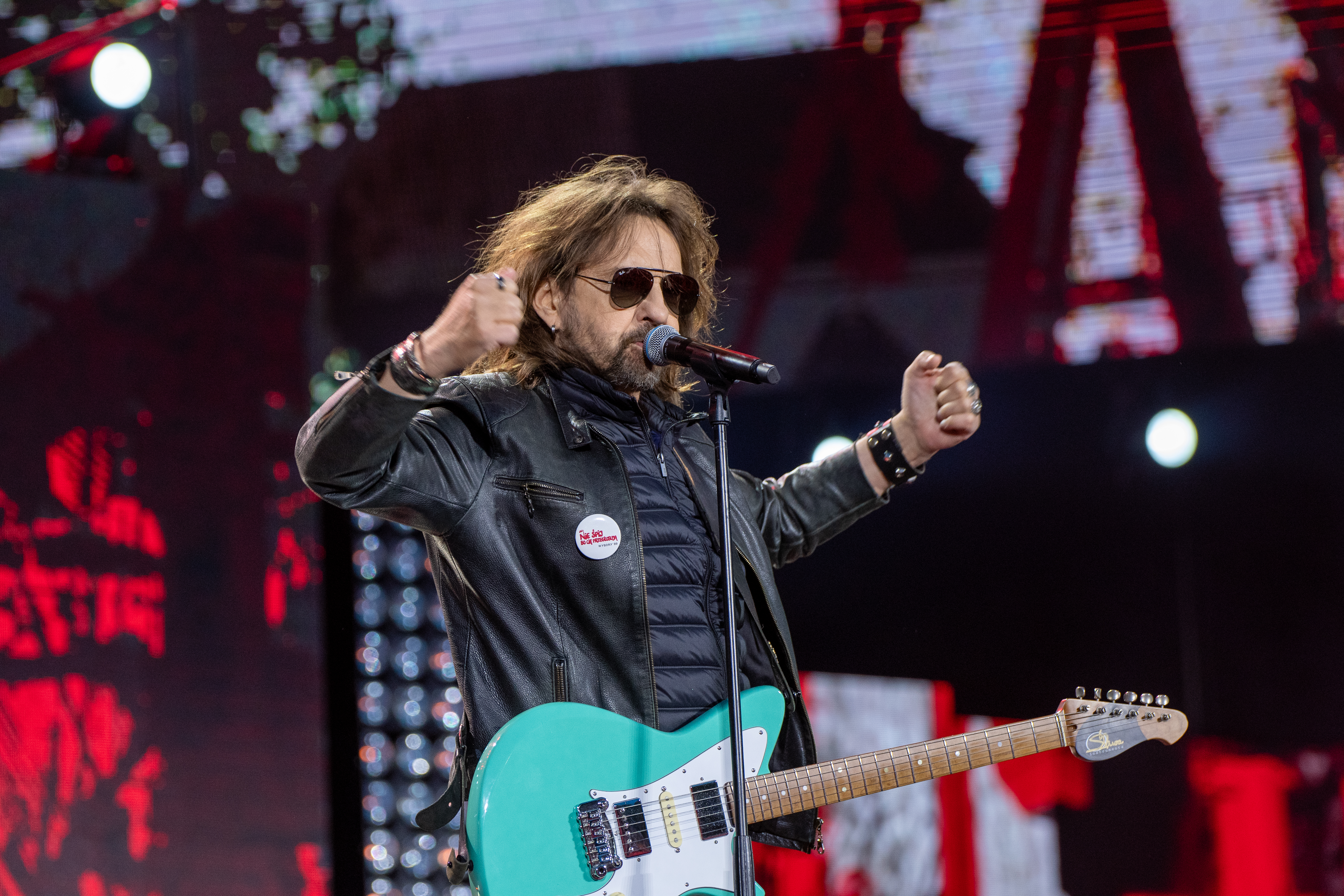
Lider zespołu – Krzysztof Jaryczewski podczas występu zespołu w ramach koncertu „Pokolenia Wolności” (2023)

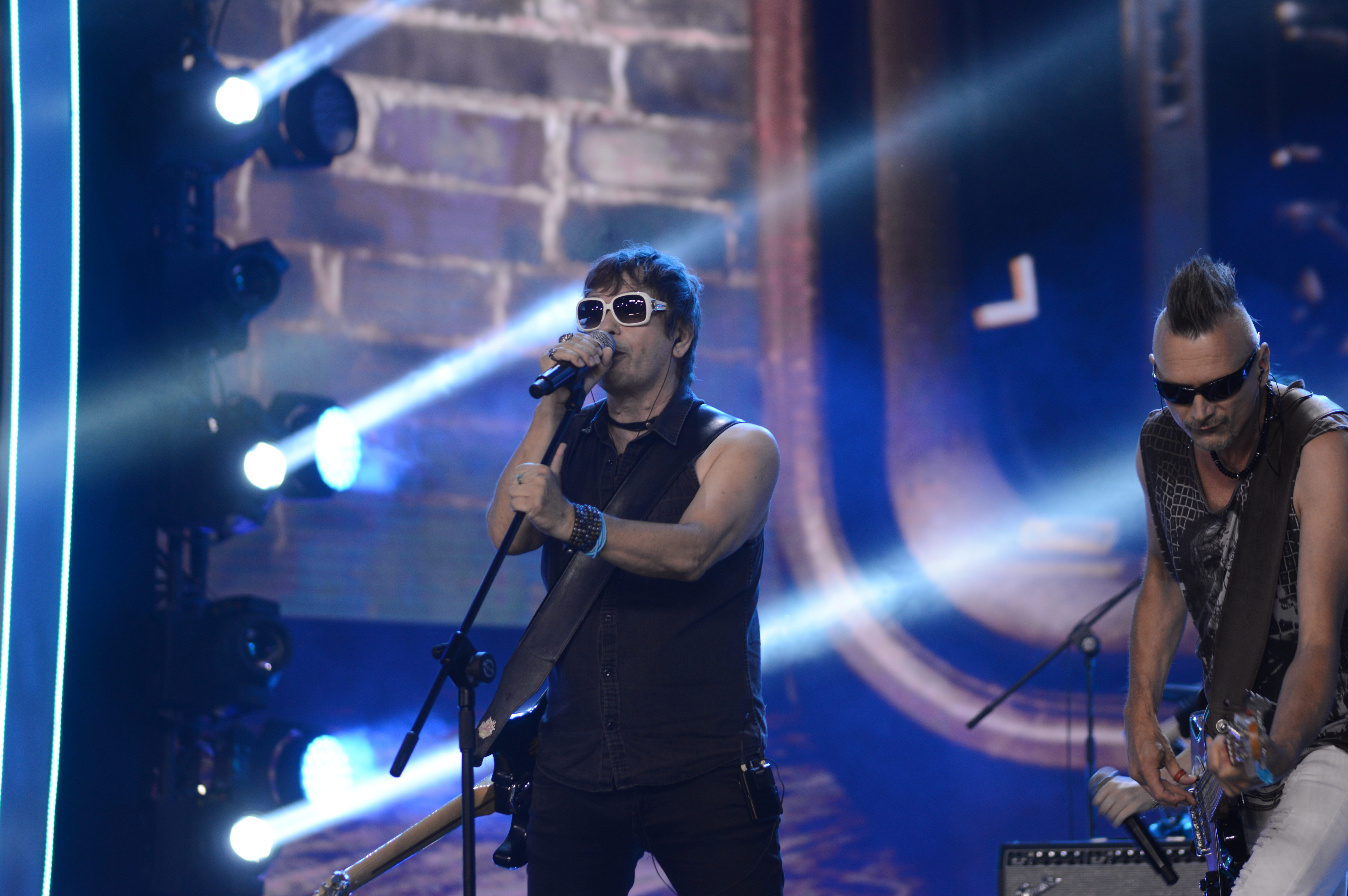
Od lewej: Zbigniew Bieniak (śpiew) i Andrzej Potęga (gitara basowa)

### Początki
Pierwszy koncert zagrał 13 września 2013 w warszawskim klubie Poznańska 38 jako Jaryczewski OZ w składzie: Krzysztof Jaryczewski (śpiew, gitara), Andrzej Potęga (gitara basowa), Zbigniew Bieniak (wokal wspierający), Michał Kłopocki (perkusja) i Artur Krystek (gościnnie gitara). Swój występ rozpoczął bluesową kompozycją „Jak dobrze być tu z wami”. Po raz pierwszy wykonał również utwory – „Nie porzucę” (autorstwa Zbigniewa Bieniaka) i „Dobrolandia” (autorstwa Krzysztofa Jaryczewskiego). Reszta koncertu opierała się na repertuarze Jary Band i dwóch pierwszych płyt Oddziału Zamkniętego. 14 września w restauracji Kameralna przy ulicy Kopernika w Warszawie odbył się drugi występ grupy. Od tamtej pory stałym gitarzystą w składzie był Krzysztof Zawadka. 31 grudnia już jako Jary OZ wystąpił w ramach programu Sylwester z Dwójką wykonując utwory „Andzia i Ja” oraz „Party”.

### Jary OZ
W 2015 ukazał się singiel „Obudź się” (w tzw. wersji akustycznej) zapowiadający debiutancki longplay zespołu. Premiera płyty miała miejsce 26 lutego 2016. Album Jary OZ – Krzysztof Jaryczewski wydany nakładem Universal Music Polska stanowił podsumowanie 35-letniej działalności Jaryczewskiego. Pierwszy krążek CD obfitował w stare utwory Oddziału Zamkniętego w aranżacjach akustycznych, natomiast drugi zawierał premierowy materiał, będący kompozycjami napisanymi głównie przez samego lidera grupy.
We wrześniu 2016, zespół wystąpił razem z Lady Pank na dwóch koncertach na „Taste of Polonia Festival” w Chicago w USA. 10 listopada 2016 Krzysztof Jaryczewski zgłosił wniosek do Urzędu Patentowego RP o rejestrację znaków towarowych „Oddział Zamknięty” i „Jary Oddział Zamknięty”. Wnioski ujawniono 28 listopada 2016. Artysta w wywiadzie dla portalu laikat.pl wyznał, że grupa Jary Oddział Zamknięty jest dla niego kontynuacją „pierwszego Oddziału Zamkniętego”, ponieważ w zespole są dwaj muzycy dawnego składu, co jest wystarczającym powodem, aby grać pod taką nazwą. W rozmowie tej muzyk wykluczył możliwość zejścia się z Oddziałem Zamkniętym.

### Lilaróż
10 października 2018 miała miejsce premiera singla „Stół” – kompozycji, która była stworzona z myślą o pierwszej płycie Oddziału Zamkniętego, jednakże ostatecznie na nią nie trafiła. Singiel zapowiadał drugi album studyjny zespołu. 
14 sierpnia 2019 grupa wystąpiła na festiwalu Top Of The Top Sopot Festival w ramach koncertu „Przeboje z winyli”. We wrześniu odbyła trasę „UK Tour”, podczas której zagrała m.in. w Edynburgu i Manchesterze.
W maju 2020 zespół zaprezentował teledysk do nowego singla „W co wierzysz?”. Klip do utworu został stworzony w trakcie izolacji związanej z pandemią COVID-19. 15 lipca 2021 ukazał się kolejny singiel pt. „Spadam” (muz. Andrzej „Pierwiastek” Potęga, sł. Zbyszek Bieniak). Utwór stał się wizytówką tygodniowej playlisty Tylko Polski Rock na platformie Spotify. Singiel „Spadam” znalazł się na Liście Przebojów Radia Szczecin i Turbo Top w Antyradiu. W sierpniu 2021 grupa wystąpiła w programie Dzień Dobry TVN, gdzie zaprezentowała ostatni z utworów zapowiadających nową płytę – „Facet”. Utwór został nagrany również na potrzeby filmu fabularnego pt. Zabijać siebie, inspirowanego wydarzeniami z życia Krzysztofa Jaryczewskiego.
15 września 2021 ukazał się drugi album grupy zatytułowany Lilaróż. Grupa wyruszyła w trasę koncertową promującą album. Podczas trasy promowana była również książka Michała Grześka pt. „Oddział Zamknięty – napiętnowani marzeniami" (wyd. SQN). 23 kwietnia 2022 w Klubie Hybrydy odbył się koncert promujący płytę Lilaróż. Podczas koncertu z zespołem wystąpili gościnnie: Michał Coganianu (ex Oddział Zamknięty), Sebastian Piekarek (IRA), Robert Janowski, Urszula, Adrianna Biedrzyńska, Paweł Różański (syn Pawła Mścisławskiego). 16 sierpnia 2022 grupa ponownie wystąpiła w ramach festiwalu Top Of The Top Sopot Festival w ramach koncertu „You Are The Champions". W tym samym roku nowym gitarzystą zespołu oficjalnie został Dominik Swat zastępując Krzysztofa Zawadkę, który zdecydował się opuścić grupę w 2021 roku. Zespół wydał również teledysk do utworu „Złość" promującego album Lilaróż.

## Skład zespołu

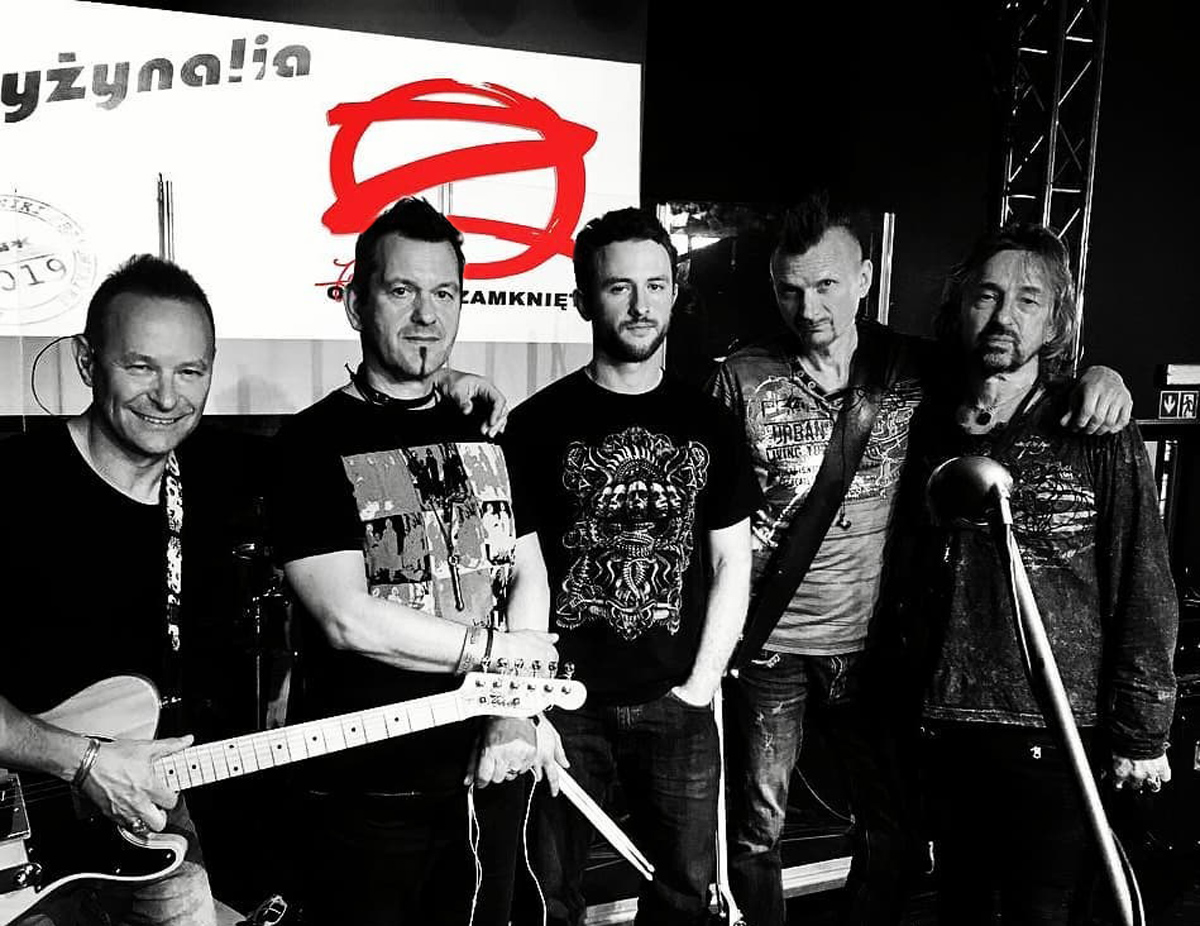
Zespół w najdłużej istniejącym składzie, od lewej: Krzysztof Zawadka, Zbigniew Bieniak, Michał Biernacki, Andrzej Potęga, Krzysztof Jaryczewski

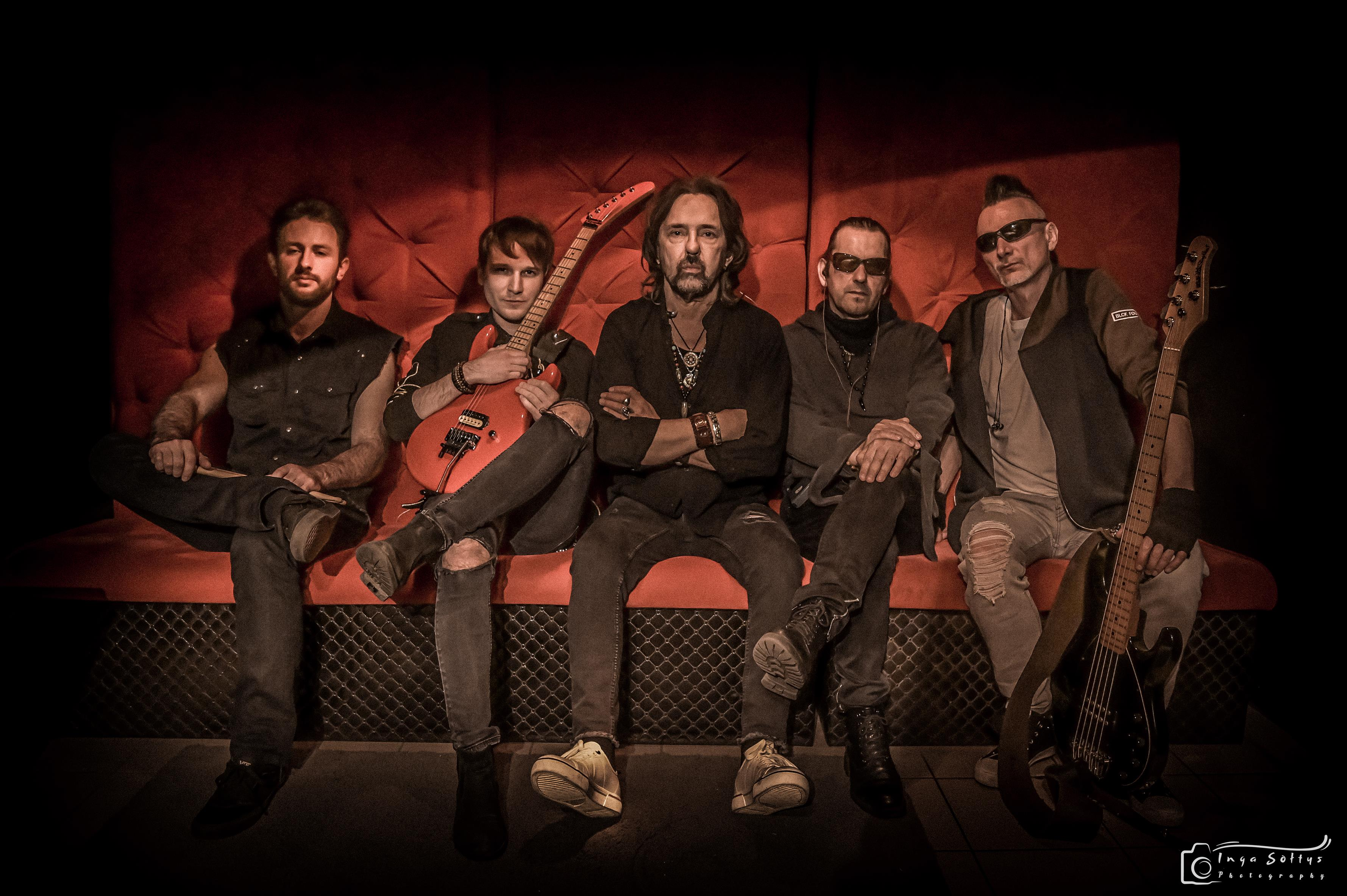
Zespół przed koncertem w Białymstoku w klubie Sześcian (2024), od lewej: Michał Biernacki, Dominik Swat, Krzysztof Jaryczewski, Zbigniew Bieniak, Andrzej Potęga

### Obecni muzycy
- Krzysztof Jaryczewski – śpiew, gitary, harmonijka ustna (od 2013)
- Zbyszek Bieniak – śpiew, chórki, instrumenty perkusyjne (od 2013)
- Andrzej Potęga – gitara basowa, chórki (od 2013)
- Michał Biernacki – perkusja (od 2016)
- Dominik Swat – gitara (od 2022)

Źródło: Jary Oddział Zamknięty

### Byli członkowie
- Michał Kłopocki – instrumenty perkusyjne (2013–2016)
- Krzysztof Zawadka – gitary, chórki (2013–2021)

### Muzycy towarzyszący
- Artur Krystek – gitary (2013)
- Dominik Swat – gitary (2017, 2021)
- Piotr Iwicki – instrumenty perkusyjne, syntezator, muzyk koncertowy w wersji akustycznej oraz w studiu nagraniowym (od 2017)

## Dyskografia

### Albumy studyjne
- 2016 – Jary OZ – Krzysztof Jaryczewski[1]
- 2021 – Lilaróż[19]

### Single
- 2015 – Obudź się (akustycznie)[5]
- 2016 – Złote Wrota[22]
- 2016 – Ego Zen[23]
- 2016 – Iluzja[24]
- 2017 – Już nie powiem[25]
- 2018 – Stół[11]
- 2020 – W co wierzysz?[14]
- 2021 – Spadam[26]
- 2021 – Facet[18]
- 2021 – Najpiękniejsza[27]
- 2022 – Złość[28]
- 2023 – Gul Gul[29]